# رشته‌کوه بادژال
رشته‌کوه بادژال (روسی: Баджальский хребет) یک رشته‌کوه در سرزمین خاباروفسک کشور روسیه است.